# Bruno Maldaner
Bruno Maldaner (* 4. August 1924 in Pinhal Alto in Nova Petrópolis, Rio Grande do Sul, Brasilien; † 16. November 2008 in Ijuí, Rio Grande do Sul, Brasilien) war ein brasilianischer Geistlicher und römisch-katholischer Bischof von Frederico Westphalen.

## Leben
Bruno Maldaner studierte Philosophie und Katholische Theologie am Priesterseminar in Gravataí (1938–1943) und in São Leopoldo in Rio Grande do Sul (1944–1947) sowie an der Päpstlichen Universität Gregoriana in Rom (1947–1951). Er empfing am 8. Dezember 1950 in Rom durch Kurienkardinal Benedetto Aloisi Masella die Priesterweihe. Nach seelsorgerischen Tätigkeiten im Erzbistum Porto Alegre war er von 1951 bis 1955 Professor am Seminar in Gravataí sowie an der Päpstlichen Katholischen Universität von Rio Grande do Sul. Von 1956 bis 1965 war er in der Apostolischen Nuntiatur in Rio de Janeiro tätig.
Am 15. April 1966 wurde er von Papst Paul VI. zum Titularbischof von Aquae in Mauretania und zum Weihbischof im Erzbistum São Paulo ernannt. Die Bischofsweihe spendete ihm der Erzbischof von São Paulo und spätere Kurienkardinal Agnelo Rossi am 29. Juni desselben Jahres in der Metropolitan-Kathedrale von Sao Paulo. Mitkonsekratoren waren der Bischof von Frederico Westphalen, João Aloysio Hoffmann, und Edmundo Luís Kunz, Weihbischof in Porto Alegre.
Als Bischof war er verantwortlich für die Seelsorge in der östlichen Region, insbesondere für die Schaffung von 18 neuen Gemeinden. Er wurde bekannt als Direktor des Missionsradios in Porto Alegre. Er war zudem Sekretär der Kommission für die Regionen in der Brasilianischen Bischofskonferenz.
Am 27. Mai 1971 ernannte ihn Papst Paul VI. zum Bischof von Frederico Westphalen.
Sein altersbedingtes Rücktrittsgesuch nahm Papst Johannes Paul II. am 12. Dezember 2001 an. Er starb nach einer Operation an den Folgen einer Herzinsuffizienz in Ijuí in Rio Grande do Sul.